# Sources d’eau chaude de Nyamyumba
Les Sources d’eau chaude de Nyamyumba sont des sites au bord du lac Kivu, au sud de Gisenyi et le long de la frontière rwandaise qui produisent naturellement de l'eau chaude aux vertus curatives.

## Description
A 7 km de la ville de Gisenyi, à l'ouest du Rwanda et aux abords du lac Kivu, se trouvent les sources d'eau chaude de Nyamyumba. Ces sources sont des petits bassins naturels d’eau chaude, des fois bouillante. Ces eaux sont réputées avoir des vertus curatives. Les sources thermales sont appelées localement Amashyuza et se trouvent sur la rive est du lac Kivu. 

## Tourisme
Une activité économique et touristique se développe aux abords du lac Kivu autour de ces sources d'eau chaude, thermes à ciel ouvert permettant des moments de convivialité avec les habitants de Gisenyi, la localité proche au nord, surnommée le "St Tropez" du Rwanda et collée à Goma au Congo. À côté du grand marché aux poissons au sud de la ville de Gisenyi, des opérateurs économiques et autres masseurs offrent leurs services aux locaux et surtout aux touristes visitant le lac Kivu. Ces derniers arrivent lors d'escales sur des bateaux parcourant le lac Kivu,.